# Radalj
Radalj (en serbe cyrillique : Радаљ) est une localité de Serbie située dans la municipalité de Mali Zvornik, district de Mačva. Au recensement de 2011, elle comptait 2 193 habitants. Radalj, officiellement classé parmi les villages de Serbie, est le plus grand village de la municipalité de Mali Zvornik.

## Géographie
Radalj est situé à 9 km de Mali Zvornik. Au nord, à l'est et au sud, il est entouré par le mont Boranja ; à l'ouest, il est bordé par la Drina. Le territoire du village est traversé par la rivière Radaljska reka, la « rivière de Radalj », qui y forme un lac artificiel. Administrativement, il englobe les hameaux de Ševar (Živanovići, Stankovići, Nestorovići, Nikolići, Ćirići et Jokići), Ambarište, Alibegovac, Lipovo brdo, Leskova Ravan, Rogulja (Kojići et Pavlovići), Šainovac, Žarkovići (Nestorovići et Jovanovići).
Depuis 1976, la station hydrologique de Radalj enregistre des données sur la Drina.

## Démographie

### Évolution historique de la population
| 1948  | 1953  | 1961  | 1971  | 1981  | 1991  | 2002  | 2011  |
| ----- | ----- | ----- | ----- | ----- | ----- | ----- | ----- |
| 1 901 | 2 189 | 2 590 | 2 502 | 2 342 | 2 574 | 2 497 | 2 193 |

|  |

## Thermalisme
La station thermale de Radaljska banja, connue pour ses eaux aux propriétés curatives, est située sur le territoire du village de Radalj ; cette station a été créée à la fin du XIXe siècle et on y soigne notamment les rhumatismes.